# Longa Marcha 11

Longa Marcha 11

O Longa Marcha 11 é um veículo de lançamento chinês. Ele é o primeiro foguete de combustível sólido da China. O Longa Marcha 11 realizou o seu lançamento inaugural no dia 25 de setembro de 2015. Ele foi desenvolvido pela Academia de Tecnologia Aeroespacial de Propulsão Sólida com base em Xian.

## Características técnicas
O Longa Marcha 11 é um veículo projetado para ser fácil de operar e com custo eficiente de lançamento. Ele pode permanecer em armazenamento por longo período e efetuar lançamentos de forma confiável em curto prazo. O desenvolvimento do Longa Marcha 11 melhorou significativamente as capacidades da China em ter acesso ao espaço e atender a demanda de lançando de emergência em caso de desastres, por exemplo, ele será capaz de colocar um pequeno satélite em órbita em pouco tempo.
O lançador usa apenas estágios de foguetes sólidos que permitem armazenamento e rápida implementação. Suas características não são bem conhecidas de maneira muito precisa. Incluiriam propulsores de três estágios sólidos:
- Primeiro estágio com um diâmetro de 2 metros e uma altura de 9 metros;
- Segundo estágio com uma altura de 3 metros e um diâmetro de 2 metros;
- Terceiro estágio com uma altura de 1 metro e um diâmetro de 1,4 metros.

A coifa tem uma altura de 5,7 metros, um diâmetro exterior de 1,6 metros e um espaço para carga útil de 3,4 x 1,26 metros. Ele inclui um estágio com propulsor líquido movido por um motor YF-50.